# 수리통계학회
수리통계학회(Institute of Mathematical Statistics)는 통계와 확률 관련 개발, 보급, 적용에 대해 다루는 학회이다. 학회는 현재 전 세계에 약 4,000명의 회원을 보유하고 있으며, 여러 학술지를 발간하고, 매년 여러 차례 국제학술대회를 개최하는 등의 활동을 한다.